# Laura Accerboni
Laura Accerboni (Genova, 7 maggio 1985) è una poetessa e fotografa italiana.

## Biografia
Laura Accerboni è nata a Genova nel 1985. Ha pubblicato le raccolte poetiche: Attorno a ciò che non è stato (Edizioni del Leone, 2010), La parte dell’annegato (Nottetempo, 2016) e Acqua acqua fuoco (Einaudi, 2020). Sue poesie sono state pubblicate su diverse riviste italiane e internazionali tra cui Nuova corrente, Poesia, Italian Poetry Rewiew, Gradiva, Loch Raven Review, Kluger Hans e sono state tradotte in oltre 10 lingue. È stata invitata a festival internazionali, come Poetry International Rotterdam (Paesi Bassi); Felix Poetry Festival (Belgio),; Struga Poetry Evenings (Macedonia) Poetas D (in) versos (La Coruña), Festival Babel di Letteratura e Traduzione, Chiasso Letteraria, Internationales Literatur Festival Leukerbad e Poestate (tutti in Svizzera), Poetry on the Road (Germania) e 10Tal / The Stockholm Poetry Festival (Svezia), 45ª Feria Internacional del Libro de Buenos Aires.
Nel 2011 ha conseguito il Premio internazionale di poesia Piero Alinari (2011) e nel 2012 il Premio Achille Marazza Opera Prima.
Dal 2016 è tra i poeti selezionati nell'ambito del progetto Versopolis promosso dall’Unione Europea. Nel 2017 ha presentato il suo lavoro di ricerca alle Università di Cork e Dublino.
La raccolta Acqua acqua fuoco (Einaudi, 2020) è tra i finalisti, nella sezione Poesia Edita, dell'edizione 2020 del Premio Nazionale Elio Pagliarani.
Parallelamente alla sua attività poetica si occupa anche di fotografia, il suo lavoro è stato esposto in mostre collettive e personali.
Vive a Ginevra.

## Opere
- Attorno a ciò che non è stato, Edizioni del Leone (2010)
- La parte dell'annegato, nottetempo (2016)
- Acqua acqua fuoco, Giulio Einaudi Editore (2020)
- "Il prima e il dopo dell'acqua", Giulio Einaudi Editore (2024)